# Jurij Jakowicz
Jurij Rafaiłowicz Jakowicz, ros. Юрий Рафаилович Якович (ur. 30 listopada 1962 w Kujbyszewie) – rosyjski szachista i trener szachowy (FIDE Senior Trainer od 2012), arcymistrz od 1990 roku.

## Kariera szachowa
Znaczące sukcesy szachowe zaczął odnosić w połowie lat 80. XX wieku. W 1986 r. zadebiutował w finale indywidualnych mistrzostw ZSRR, zajmując 16. miejsce. Po raz drugi w finałowym turnieju wystąpił w 1991 r., w zawodach rozegranych systemem szwajcarskim podzielił 23-38. miejsce (w stawce 64 uczestników). Był również kilkukrotnym finalistą mistrzostw Rosji (najlepszy wynik: dz. 11-19. miejsce w 2003 roku). W 1997 r. wystąpił w reprezentacji kraju na drużynowych mistrzostwach Europy rozegranych w Puli, gdzie szachiści rosyjscy zdobyli srebrne medale.
Odniósł szereg indywidualnych sukcesów, zwyciężając bądź dzieląc I miejsca w turniejach rozegranych w:
- 1990 – Santa Clarze
- 1991 – Kecskemet (wspólnie z Siergiejem Archipowem)
- 1996 – Gistrup (wspólnie z Aleksiejem Aleksandrowem)
- 1997 – Sztokholmie (turniej Rilton Cup 1996/97, wspólnie z Joelem Benjaminem i Jóhannem Hjartarsonem), Tomsku (wspólnie m.in. z Leonidem Jurtajewem, Walerijem Filippowem i Siergiejem Ionowem)
- 1998 – Petersburgu (wspólnie m.in. z Aleksandrem Waulinem, Władimirem Burmakinem i Aleksandrem Wołżynem)
- 1999 – Kairze, Santo António, Terrassie (wspólnie z Javierem Camposem Moreno)
- 2000 – Santo António, Göteborgu (wspólnie z Mihailem Marinem)
- 2001 – Sztokholmie – dwukrotnie (turniej Rilton Cup 2000/01, wspólnie z Thomasem Ernstem oraz turniej Scandic Hotels), Santo António (wspólnie z Murrayem Chandlerem)
- 2002 – Göteborgu, Sztokholmie
- 2003 – Nojabr´sku (wspólnie z Jewhenen Mirosznyczenką i Aleksandrem Potapowem)
- 2006 – Salechardzie (wspólnie z Aleksandrem Riazancewem, Siemonem Dwojrisem, Romanem Owieczkinem i Jakowem Gellerem)
- 2007 – Port Erin (wspólnie z Witalijem Gołodem, Mateuszem Bartlem, Zacharem Jefimenką, Michaelem Roizem i Michaiłem Kobaliją).

Najwyższy wynik rankingowy w dotychczasowej karierze osiągnął 1 lipca 1997; mając 2610 punktów, dzielił wówczas 54–60. miejsce na światowej liście FIDE, jednocześnie zajmując 12. miejsce wśród rosyjskich szachistów.
W 2004 wydał książkę pt. Play the 4.f3 Nimzo-Indian (ISBN 978-1-904600-16-9), w której omówił jeden z wariantów obrony Nimzowitscha.